# シルヴィー・ジェルマン

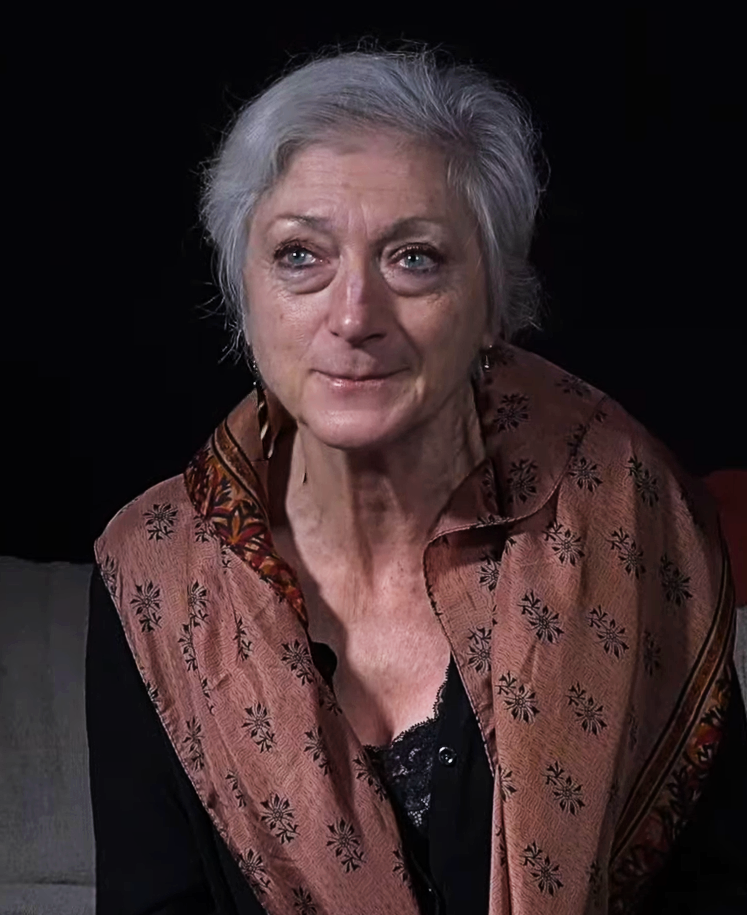
シルヴィー・ジェルマン

シルヴィー・ジェルマン（Sylvie Germain、1954年1月8日 - ）は、フランスの作家。

## 経歴
シャトールー生まれ。父が地方公務員で幼少時から各地を転々として育ち、ソルボンヌ大学ではエマニュエル・レヴィナスについて哲学を専攻し、1976年に修士号を取得、1981年にパリ第10大学パリ・ナンテールでPh.Dを取得した。パリの文化省に勤務する傍ら、短篇の執筆をはじめ、ガリマール出版社に送った原稿がロジェ・グルニエに激賞され、1985年に戦争と家族の関係を描く『夜の本』でデビューした。1986年から1993年までプラハでフランス語と西洋哲学の教師を務めた。これまでに30以上の作品を発表し、小説や随筆、写真集など多岐にわたる。
1989年フェミナ賞受賞。2005年には『マグヌス』が高校生のゴンクール賞に選ばれた。2024年朴景利文学賞受賞。

## 日本語作品
- 『マグヌス』辻由美訳、みすず書房 2006年
- 『小さくも重要ないくつもの場面』岩坂悦子訳、白水社エクス・リブリス 2024年